# Anzin-Saint-Aubin
Anzin-Saint-Aubin – miejscowość i gmina we Francji, w regionie Hauts-de-France, w departamencie Pas-de-Calais.
Według danych na rok 1990 gminę zamieszkiwały 2543 osoby, a gęstość zaludnienia wynosiła 496 osób/km² (wśród 1549 gmin regionu Nord-Pas-de-Calais Anzin-Saint-Aubin plasuje się na 314. miejscu pod względem liczby ludności, natomiast pod względem powierzchni na miejscu 668.).